# Michael Alison
Michael James Hugh Alison (ur. 27 czerwca 1926 w Margate, zm. 28 maja 2004) – brytyjski polityk Partii Konserwatywnej, deputowany Izby Gmin.

## Działalność polityczna
W okresie od 15 października 1964 do 9 czerwca 1983 reprezentował okręg wyborczy Barkston Ash, a od 9 czerwca 1983 do 1 maja 1997 okręg wyborczy Selby w brytyjskiej Izbie Gmin. Od 1970 do 1974 był też parlamentarnym sekretarzem w ministerstwie służby socjalnej w rządzie Edwarda Heatha. Od 1979 d 1981 był ministrem stanu w ministerstwie ds. Irlandii Północnej, a następnie do 1983 ministrem stanu w ministerstwie zatrudnienia w pierwszym rządzie Margaret Thatcher.